# Борщевик осетинский
Борщевик осетинский (лат. Heracleum ossethicum) — травянистое растение, вид рода Борщевик (Heracleum) семейства Зонтичные (Apiaceae), эндемичный для Закавказья.

## Ботаническое описание
Травянистое растение с длинным, многоглавым корневищем, выпускающим бесплодные розетки листьев. Стебель 20-50 см в высоту, тонкий, прутьевидный, узко бороздчатый, голый. Листья голые, перистосложные на длинных черешках, сосредоточены преимущественно у основания стебля, в очертании яйцевидные из 2-3 пар по краю крупнозубчатых сегментов, первая нижняя пара на длинных черешочках, сегменты широко-яйцевидные, более или менее глубоко и лопастно надрезанные, иногда тройчатые, вторая пара на коротких черешочках, третья сидячая, конечный сегмент трехлопастной, немногочисленные стеблевые листья состоят из расширенного влагалища. Зонтики 4-10-лучевые, лучи зонтика и зонтичков мелко сосочковидно-опушенные, листочков обертки нет или же имеется один яйцевидный или почти округлый, обычно опадающий листочек, листочков оберточки 1-3, мелких, яйцевидных, обычно также опадающих; цветки белые, завязь голая, зубцы чашечки незаметные, краевые цветки в зонтичках слегка увеличенные, внешние лепестки краевых цветков до 5 мм в длину.
Плод — широко обратнояйцевидный вислоплодник, 8-10 мм в длину и 5-7 мм в ширину.

## Распространение и экология
Эндемик южного склона центральной части Главного Кавказского хребта.
Произрастает на осыпях в альпийском поясе на высоте 2400-3200 м над уровнем моря.